# Cardioscarta
Cardioscarta är ett släkte av insekter som ingår i familjen dvärgstritar.

## Artlista[1]
- Cardioscarta albigutta
- Cardioscarta electa
- Cardioscarta flavifrons
- Cardioscarta quadrifasciata
- Cardioscarta sponsa
- Cardioscarta vernicosa